# Bathippus proboscideus
Bathippus proboscideus är en spindelart som beskrevs av Pocock 1899. Bathippus proboscideus ingår i släktet Bathippus och familjen hoppspindlar. Inga underarter finns listade.